# Ursolestes
Ursolestes è un antico mammifero vissuto nel primo Paleocene, tra 66 e 63,3 milioni di anni fa.
Scoperti nella Simpson Quarry in Montana, i resti rinvenuti di denti e frammenti di mascella consentono di classificare il fossile come un antico membro dei Plesiadapiformi, mammiferi strettamente imparentati con i Primati.
Di notevole rilievo, rispetto alle misure standard di altri primati del periodo, erano le sue dimensioni, 4-10 volte superiori rispetto al genere Purgatorius con cui probabilmente condivide un antenato comune vissuto alla fine del Cretaceo.
Ursolestes possedeva un grande canino inferiore e un maggiore sviluppo delle creste molari taglienti, caratteristiche tipiche di una dieta a base di insetti, diversa da quella onnivora ipotizzata per il Purgatorius e che segna il passaggio da insettivoro a primate.
La dieta a base di insetti era tipica dei mammiferi placentati prima dell'estinzione dei Dinosauri.
Secondo Richard Fox dell'Università dell'Alberta, l'identità dell'antenato comune rimane un mistero perché i fossili di quel periodo sono rari al di fuori di quella zona e provengono tutti da depositi di sedimenti accumulati sul fondo di antichi laghi o fiumi. Ipotizza pertanto che gli antenati dei primati possano aver vissuto in aree montane dove gli animali morti non venivano ricoperti in fretta da sedimenti. 